# Taneyamagahara no Yoru
Taneyamagahara no Yoru (種山ヶ原の夜 Taneyamagahara no Yoru?, lit. La noche de Taneyamagahara) es un cortometraje de anime dirigido por Kazuo Oga y lanzado por Studio Ghibli. El 7 de julio de 2006 se lanzó una versión en DVD para Japón. Se basa en una historia corta del mismo nombre de Kenji Miyazawa. 

## Trama
La película describe la vida cotidiana de los agricultores de las montañas y sus luchas para mantenerse en movimiento mientras profundizan su comprensión de la naturaleza y el mundo en el que viven, ya que se encuentran con misteriosas figuras y apariencias que pueden cambiar su perspectiva sobre todo lo que han experimentado. 

## Elenco
- Hatsuo Yamaya